# فهرست احساسات
هیجان‌ها یا احساسات درونی انسان را می‌توان به دو گروه بخش‌بندی کرد: احساسات خوشایند، احساسات ناخوشایند.

چرخهٔ احساسات، طراحی‌شده توسط رابرت پلاچیک، دانشمند آمریکایی

## هیجان‌ها و احساسات خوشایند
- مهر و محبت
- عشق (یا علاقه)
- امید
- میل
- احترام
- لذت
- آرامش (یا آسایش)
- شادی
- دوستی
- امنیت
- ایمان
- رضایت
- انگیزه
- جرأت
- قدرشناسی
- احساس تعلق
- محبت
- خودبزرگ‌بینی
- سربلندی
- با ارزش بودن
- دوست‌داشتنی بودن
- رضایت و خرسندی
- نشاط
- اعتماد به نفس
- لیاقت داشتن

## هیجان‌ها و احساسات ناخوشایند
- درد (و رنج)
- شرم
- غم
  - ترس (و ناامنی)
- دلتنگی
- خشم (یا عصبیت)
- خستگی
- تنفر
- نگرانی (یا دلهره)
- دشمنی
- ناامیدی (و یا دلسردی)
- حسادت (رشک) و غبطه خوردن
- نارضایتی
- تقصیر
- پشیمانی
- دل‌شکستگی (و تو ذوق خوردن)
- دلخوری
- حقارت (خودکم‌بینی) (یا خوارشدگی)
- بریدگی
- بی انگیزگی
- کلافگی
- سردرگمی
- رنجیدگی (یا آزردگی)
- بی‌عدالتی
- دلسوزی و تأسف
- خودباختگی
- بی‌میلی
- بی‌ایمانی
- خجالت
- گناه
- بدبختی
- تأسف به حال خود
- تأسف به حال دیگران
- دل‌خوری
- قربانی شدن
- انزجار
- خودکم‌بینی
- ضعف
- عقده

## زیر و بم‌های معنایی
برای بسیاری از احساس‌های نزدیک به هم یا همجنس، بسته به درجه شدت و ضعف آنها واژه‌های گوناگونی بکار می‌رود. برای نمونه: (در این نمونه‌ها شدت احساس از درجه ضعیف به قوی است:)
- آشنایی، دوستی، علاقه، وابستگی، تعلق، عشق، دلدادگی، دلسپردگی
- خودکم‌بینی، غبطه، حسادت، تنفر، دشمنی
- آرامش، آسایش، رضایت، خوشی، شادی، شادمانی، در پوست خود نگنجیدن
- دلخوری، نارضایتی، آزردگی، رنجیدگی، دلشکستگی، تنفر، خشم، دشمنی
- تقصیر، پشیمانی، شرم
- نگرانی، ترس، واهمه، هراس، وحشت‌زدگی

و غیره.